# Claude Bartolone
Claude Bartolone (Tunisi, 29 luglio 1951) è un politico francese, presidente dell'Assemblea nazionale dal 26 giugno 2012 al 20 giugno 2017.

## Biografia
Bartolone nacque il 29 luglio 1951 a Tunisi, in Tunisia. Sua madre era di Malta e suo padre era originario della Sicilia; entrambi i suoi genitori appartenevano alla classe operaia. All'età di nove anni, si trasferì a Le Pré-Saint-Gervais in Francia e crebbe in un quartiere popolare.
Dopo essere stato incoraggiato da un'insegnante di nome Marie-Thérèse Thoullieux a non conseguire una laurea professionale, Bartolone frequentò il Lycée Turgot a Parigi. Conseguì successivamente una laurea in matematica.

## Carriera politica

### Politica locale
Bartolone è stato consigliere municipale di Le Pré-Saint-Gervais dal 1977 al 1983 e dal 1995 al 2008. È stato vicesindaco dello stesso comune dal 1977 al 1983, dal giugno all'ottobre 1995 poi sindaco dal 1995 al 1998 e nuovamente vicesindaco dal 2001 al 2008. È stato anche consigliere municipale di Les Lilas dal 1983 al 1989.
Bartolone ha ricoperto il mandato di consigliere generale della Senna-Saint-Denis dal 1979 al 1992, posizione che riveste nuovamente dal 2008. Dal 1985 al 1992 è vicepresidente del suo Consiglio generale e presidente dal 2008 al 2012. Dal 1998 al 2002 ha ricoperto la carica di consigliere regionale dell'Île-de-France.

### Politica nazionale
Bartolone è stato deputato all'Assemblea nazionale per la sesta circoscrizione (comprendente la Senna-Saint-Denis), dal 1981 al 1998. Dal 1998 al 2002 è stato ministro delegato per la città. Nel 2002 è diventato nuovamente deputato.
Quando Martine Aubry assunse la guida del Partito Socialista nel 2008, Bartolone si unì alla leadership del partito dove gli fu affidato l'incarico di gestire le relazioni con gli altri partiti socialisti a livello internazionale. Nelle primarie del Partito Socialista del 2011, appoggiò Aubry come candidata del partito per le elezioni presidenziali del 2012.
In seguito alle elezioni legislative del giugno 2012, in cui il Partito Socialista ottenne la maggioranza parlamentare, Bartolone fu designato come candidato socialista per la carica di Presidente dell'Assemblea nazionale. Nella votazione, tenutasi il 26 giugno 2012, Bartolone fu eletto presidente con un totale di 298 voti contro i 185 del candidato dell'Unione per un Movimento Popolare (UMP) Bernard Accoyer, che aveva ricoperto la carica durante la precedente legislatura.
Dal 2012 al 2017, Bartolone è stato presidente dell'Assemblea nazionale. Durante il mandato ha vissuto come da consuetudine nell'Hôtel de Lassay.
In vista della convention del Partito Socialista del 2012 a Tolosa, Bartolone appoggiò pubblicamente Jean-Christophe Cambadélis come candidato successore di Martine Aubry alla guida del partito. In vista delle primarie del partito del 2017, appoggiò Manuel Valls come candidato per le elezioni presidenziali di quell'anno.

## Vita privata
Bartolone è sposato in seconde nozze con Véronique Ragusa, collaboratrice parlamentare. Vive in una villa di 320 metri quadrati alla periferia di Parigi.